# کمیته ملی المپیک عراق
کمیته ملی المپیک عراق (عربی: اللجنة الاولمبية الوطنية العراقية) یک سازمان ورزشی است که نماینده کشور عراق در کمیته بین‌المللی المپیک می‌باشد.
این سازمان که در سال ۱۹۴۸ تأسیس شده مسئول آماده‌سازی و اعزام ورزشکاران به بازی‌های المپیک، بازی‌های المپیک جوانان و بازی‌های آسیایی است.